# Kuzman Knoll
Kuzman Knoll är en kulle i Antarktis. Den ligger i Sydshetlandsöarna. Argentina, Chile och Storbritannien gör anspråk på området. Toppen på Kuzman Knoll är 650 meter över havet, eller 149 meter över den omgivande terrängen. Bredden vid basen är 5,3 km.
Terrängen runt Kuzman Knoll är kuperad åt nordväst, men åt sydost är den bergig. Trakten är glest befolkad. Närmaste befolkade plats är St. Kliment Ohridski Base, 9,5 kilometer väster om Kuzman Knoll. 